# De sissende sampan
De sissende sampan is het zestigste stripverhaal uit de reeks van Suske en Wiske. Het is geschreven door Willy Vandersteen en gepubliceerd in De Standaard en Het Nieuwsblad van 2 april 1963 tot en met 10 augustus 1963 onder de titel De sissende sampam. 
Belangrijke thema's in dit verhaal zijn armoede en opiumgebruik.
De eerste albumuitgave was in 1963, in de Vlaamse tweekleurenreeks met nummer 49. In 1969 verscheen het verhaal in de Vierkleurenreeks met albumnummer 94. De geheel oorspronkelijke versie kwam in 1999 nog eens uit in Suske en Wiske Klassiek.

## Locaties
- België, Brussel, Chinees restaurant, havenkroeg, torengebouw, de Filipijnen, Manilla, vliegveld, Hongkong, Aberdeenbaai, bergen, Des Voeux Road, Kowloon, Barle Road, ivoorwinkel, voedselopslagloods, Miramarrestaurant, controletoren op vliegveld, de internationale Verboden Zone, eiland met paleis en papavervelden, grot.

## Personages
- Suske, Wiske, tante Sidonia, Lambik, Jerom, Arthur, ober, agenten, commissaris, motoragent, Chinezen, Tsin-Lin, T. Renslaw (Far East Intelligence Service), stewardess, mevrouw met bloemen, het Masker (Krimson) en zijn mannen, agente, piloot, visser, Chinese familie, Li-Kwang met familie, Cho-Wong, Draken Lady, verkoopster ivoorwinkel, taxichauffeur, brandweer, luchtvaartmedewerker.

## Het verhaal
Lambik neemt de anderen mee uit eten naar een Chinees restaurant. De kok, die net uit Hongkong is gekomen, belt meteen met een Chinees in een havenkroeg, en er worden twee Chinezen op Lambik afgestuurd. Ze ontvoeren Lambik en geven hem zangzaad. Vervolgens gooien hem van een torengebouw, om te zien of hij kan vliegen. Lambik blijft per toeval ongedeerd. 
Lambik wordt meegenomen naar het politiebureau door agenten die hem ontdekken, hij ontmoet zijn broer Arthur daar. Arthur blijkt tegen de kathedraal aan gevlogen te zijn en vertelt dat hij net uit Hongkong komt. Als ze het politiebureau uitlopen, wordt Arthur neergeschoten en naar tante Sidonia gebracht. Er wordt een kist uit Hongkong afgeleverd en T. Renslaw, een agent van de Far East intelligence service, stapt uit. Hij vertelt dat het Masker pogingen om hulp te verlenen aan de armen in Hongkong verstoort en het masker en zijn bende willen Arthur in handen krijgen. De vrienden moeten Arthur in Hongkong schaduwen, Wiske ontdekt dat ze worden afgeluisterd. Jerom kan de criminelen aan de politie afleveren, de vrienden vliegen met een straalvliegtuig naar het Verre Oosten. Ze krijgen een briefje waarop staat dat ze in Manilla op de Filipijnen moeten uitstappen, het wachtwoord is Bukas. Lambik zegt het echter verkeerd. Ze stappen in een wagen, maar die blijkt juist van de criminelen te zijn. Ze worden ontvoerd. 
Jerom kan de mannen verslaan en Suske redt een agente. Ze gaan naar een dorp en horen dat er Chinezen zijn geweest, de volgende dag gaan de vrienden naar een boot maar deze wordt kapotgemaakt door raketten van een vliegtuig. Ze kopen een vissersboot en de agente blijft achter, ze vertelt nog dat de vrienden naar het zesde eiland moeten gaan. Een piloot zal Suske en Wiske boven Hongkong droppen, de anderen volgen later en Arthur zal lokvogel worden. Er ligt een sampan (een oosterse woonboot) klaar en de vrienden gaan naar Aberdeenbaai waar 180000 mensen in sampans wonen. Ze horen van een familie dat hun eerstgeborene is ontvoerd door de sissende sampan. Als Wiske over het Masker begint te praten vlucht de familie in paniek. Er valt een meisje overboord en Suske redt haar uit het water. Haar vader blijkt niet erg dankbaar te zijn.
’s Nachts komt de vader stiekem aan boord, hij blijkt bang te zijn voor spionnen, hij kent een man die informatie over het Masker heeft maar deze man is uit angst verhuisd en woont nu in een krot in de bergen. Ze gaan met een riksja door de stad, waar ze enorme flatgebouwen zien en ook heel veel armoede. Li Kwang vertelt dat Cho-Wong, een ivoorhandelaar, voor het Masker werkt. Op “Des Voeux Road” winnen ze een wedstrijd van een dikke rijke Chinees en hij wil wraak. Bij de ivoorwinkel blijkt deze man Cho-Wong te zijn en Suske wordt gevangengenomen. Cho-Wong krijgt een opdracht van het Masker, hij moet de nieuwe agente “Draken Lady” op de Barke Road in Kowloon ontmoeten. Wiske ziet de dikzak alleen naar buiten komen en kan door een geheime gang volgen en klimt op de jonk. ’s Nachts klimt ze aan boord van de sissende sampan, waarop Suske in een kist aan boord is gebracht. Ze kan Suske bevrijden, maar dan worden de kinderen aangevallen door octopusarmen. Ze vallen van boord en komen aan boord van een politieboot, in de haven springen ze van deze boot. Ze gaan naar Knowloon maar de taxichauffeur waarschuwt de Draken Lady.
De Draken Lady zet een raam open en Suske en Wiske sluipen naar binnen. Ze zien Cho-Wong langskomen, die vertelt dat de arme bevolking verslaafd is aan opium. Het Masker houdt westerse hulp tegen, want de armoede zorgt juist voor veel drugsgebruik. Suske en Wiske worden met een slaapmiddel bedwelmd en Cho-wong wil ze onthoofden. De Draken Lady wil echter geen rommel. Ze worden afgeleid en opeens zijn Suske en Wiske verdwenen. Ze zien een rode sportwagen wegrijden. Cho-Wong volgt hem en ramt de auto een afgrond in, waar hij in brand vliegt. Nu moeten ze wel dood zijn. De nieuwe politie-inspecteur in Hongkong is Lambik, hij wordt door de pers geïnterviewd. Jerom, reporter van “The Standard” en “Newsblad – Sportworld” komt ook langs. Lambik vertelt Jerom niks, hij wil de opdracht alleen uitvoeren om met de eer te kunnen strijken.
Lambik valt ’s nachts een voedselopslagloods binnen, maar wordt neergeslagen. Suske, Wiske(die het dus toch overleefd hebben) en Jerom komen ook in de loods en Jerom kan de criminelen verslaan, Lambik neemt zijn vrienden dan mee naar het Mirimarrestaurant. Ze bespreken de situatie: de ontvoerde kinderen werken als slaaf op de papavervelden. Lambik krijgt een telefoontje van het Masker en wordt bedreigd. Hij denkt over opgeven. Hij praat later met een arme vrouw die vertelt dat ze niet voor haar kinderen kan zorgen door de armoede, haar man is aan opiumgebruik overleden. Daardoor draait Lambik bij. De vrienden gaan naar de Draken Lady, dit blijkt inmiddels tante Sidonia te zijn. De echte Draken Lady is al opgepakt, Arthur is genezen en komt naar Hongkong. Bij de controletoren van Taï Pak wachten de vrienden hem op. De auto van de vrienden wordt opgeblazen maar ze blijven ongedeerd, ze willen gaan eten in het vlottend restaurant Taí Pak. Dan zien ze hoe een jong meisje wordt ontvoerd, hun bootje wordt door de sissende sampan vernield en als Suske en Wiske het meisje trachten te redden verdwijnen ze ook aan boord van het mysterieuze schip.
Lambik achtervolgt de sissende sampan met de politie, maar dan komt de sampan in de internationale Verboden Zone, dus mogen ze niet verder. Arthur volgt nog wel, alleen vliegtuigen en boten zijn verboden in de Verboden Zone, hij is doelwit van de criminelen omdat hij wel in de zone kan komen. Arthur ziet een paleis op een eiland, vele kinderen werken er op papavervelden. Arthur ziet dat de sampan op een duikboot is bevestigd en Suske en Wiske worden door het Masker, dat hen herkent, onder een grote klok vastgemaakt; hun botten zullen de volgende dag breken door het trillen van deze klok. Arthur vliegt snel terug om hulp te halen en komt de volgende dag met Jerom, tante Sidonia en Lambik op zijn rug teruggevlogen. Jerom redt de kinderen. De draken blijken gecamoufleerde tanks te zijn. Lambik verstopt de ontvoerde kinderen in een grot en beschermt ze, Jerom kan de tanks verslaan.Sidonia haakt ongemerkt een granaat op de rug van het masker. Die ontploft, en Het Masker is hierna eindelijk zijn masker kwijt. Het blijkt Krimson te zijn, en zijn sissende sampan zinkt. De bende komt achter tralies terecht en de ontvoerde kinderen worden teruggebracht naar hun ouders. De vrienden keren hierna naar huis terug.

## Achtergronden
- Nadat Vandersteen samen met de verslaggeefster Maria Rosseels een reis door het Verre Oosten had gemaakt, schreef hij een vrij groot aantal Suske en Wiske-verhalen na elkaar die zich in dat deel van de wereld afspeelden. De sissende sampan was een van de laatste hiervan.
- De verhaallijn van De sissende sampan lijkt enigszins op de De witte uil, met deels dezelfde personages (zoals Arthur).
- De eerste albumversie had De sissende sampam als titel. Toen nadien bleek dat sampan de correcte woordvorm is, werd de titel hierop aangepast.